# Eisenbahnprojekt Turin–Lyon
| Spurweite: | 1435 mm (Normalspur) |                                              |                                              |
| Stromsystem: | 25 kV 50 Hz ~        |                                              |                                              |
| |                      |                                              |                                              |
| \| \| \| LGV Rhône-Alpes von LGV Sud-Est \| \| \| \| \| Flughafen Lyon-Saint-Exupéry \| \| \| \| \| von Lyon Perrache \| \| \| \| \| LGV Rhône-Alpes nach Valence \| \| \| \| \| \| \| \| \| \| Avressieux \| \| \| \| \| Bahnstrecke Culoz–Modane von Culoz \| \| \| \| \| \| \| \| \| \| Chambéry-Challes-les-Eaux \| \| \| \| \| \| \| \| \| \| Montmélian \| \| \| \| \| Bahnstrecke Grenoble–Montmélian von Grenoble \| \| \| \| \| \| \| \| \| \| \| \| \| \| \| \| \| \| \| \| Saint-Jean-de-Maurienne-Arvan \| \| \| \| \| Bahnstrecke Culoz–Modane nach Modane \| \| \| \| \| \| \| \| \| \| Mont-Cenis-Basistunnel \| \| \| \| \| Staatsgrenze Frankreich–Italien \| \| \| \| \| \| \| \| \| \| Bahnstrecke Modane–Turin von Modane \| \| \| \| \| nach Turin \| \| |                      |                                              |                                              |
| Strecke von links |                      | LGV Rhône-Alpes von LGV Sud-Est              | LGV Rhône-Alpes von LGV Sud-Est              |
| Bahnhof |                      | Flughafen Lyon-Saint-Exupéry                 | Flughafen Lyon-Saint-Exupéry                 |
| Strecke |                      | von Lyon Perrache                            | von Lyon Perrache                            |
| Kreuzung geradeaus oben (Strecke geradeaus außer Betrieb) · Abzweig ehemals geradeaus und nach rechts |                      | LGV Rhône-Alpes nach Valence                 | LGV Rhône-Alpes nach Valence                 |
| |                      |                                              |                                              |
| Haltepunkt / Haltestelle (Strecke außer Betrieb) |                      | Avressieux                                   | Avressieux                                   |
| Strecke (außer Betrieb) · Strecke von links |                      | Bahnstrecke Culoz–Modane von Culoz           | Bahnstrecke Culoz–Modane von Culoz           |
| Abzweig geradeaus und nach links (Strecke außer Betrieb) · Abzweig geradeaus, ehemals nach rechts und ehemals von rechts |                      |                                              |                                              |
| Tunnelanfang (Strecke außer Betrieb) · Bahnhof |                      | Chambéry-Challes-les-Eaux                    | Chambéry-Challes-les-Eaux                    |
| Tunnelende (Strecke außer Betrieb) |                      |                                              |                                              |
| Bahnhof |                      | Montmélian                                   | Montmélian                                   |
| Kreuzung (Strecke geradeaus außer Betrieb) · Abzweig quer und ehemals nach links · Abzweig geradeaus, nach rechts und von rechts |                      | Bahnstrecke Grenoble–Montmélian von Grenoble | Bahnstrecke Grenoble–Montmélian von Grenoble |
| Strecke nach halblinks und Tunnelanfang (außer Betrieb) |                      |                                              |                                              |
| Strecke von halbrechts und Tunnelende (außer Betrieb) |                      |                                              |                                              |
| |                      |                                              |                                              |
| Bahnhof |                      | Saint-Jean-de-Maurienne-Arvan                | Saint-Jean-de-Maurienne-Arvan                |
| Abzweig ehemals geradeaus und nach links |                      | Bahnstrecke Culoz–Modane nach Modane         | Bahnstrecke Culoz–Modane nach Modane         |
| Tunnelanfang (Strecke außer Betrieb) |                      |                                              |                                              |
| Strecke (außer Betrieb) (im Tunnel) |                      | Mont-Cenis-Basistunnel                       | Mont-Cenis-Basistunnel                       |
| Grenze (Strecke außer Betrieb) (im Tunnel) |                      | Staatsgrenze Frankreich–Italien              | Staatsgrenze Frankreich–Italien              |
| Tunnelende (Strecke außer Betrieb) |                      |                                              |                                              |
| Abzweig ehemals geradeaus und von rechts |                      | Bahnstrecke Modane–Turin von Modane          | Bahnstrecke Modane–Turin von Modane          |
| Strecke |                      | nach Turin                                   | nach Turin                                   |

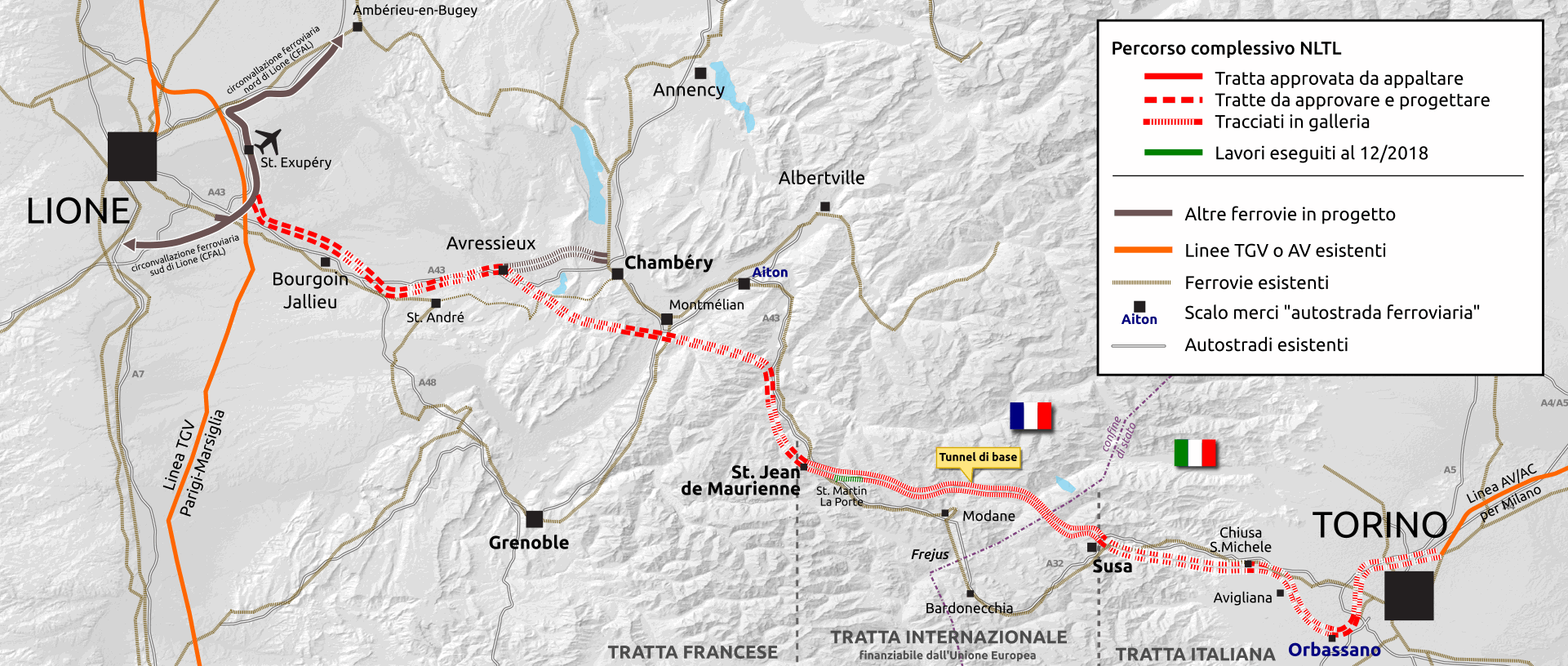
Fortschritte bei der Entscheidung und weitere Genehmigung des Projekts und der Arbeiten der Neubaustrecke Turin–Lyon (Stand: Dez. 2018)

Das Eisenbahnprojekt Turin–Lyon (kurz NLTL für Nuova Linea Torino–Lione oder TAV für Treno Alta Velocità) ist eine im Bau befindliche Hochgeschwindigkeitsstrecke und ein Joint-Venture zwischen Italien und Frankreich. Der 57,5 km lange Mont-Cenis-Basistunnel wird das Herzstück dieser neuen Eisenbahnachse zwischen Lyon und Turin. Die bereits 1991 geplante und 26 Mrd. Euro teure neue Reiseroute soll neben der alten transalpinen Strecke durch den Mont-Cenis-Eisenbahntunnel in das zukünftige europäische Hochgeschwindigkeitsbahnsystem integriert werden. Die gesamte Neubaustrecke umfasst rund 270,8 km, 140 km in Frankreich und 46,7 km in Italien, dazwischen ein 84,1 km langer gemeinsamer Abschnitt mit dem 57,5 km langen Mont Cenis–Basistunnel.

## Hintergrund
Seit Jahrzehnten wird vor allem durch die norditalienische „No-TAV“-Bewegung erbittert um den Bau der Hochgeschwindigkeits-Bahnstrecke Turin–Lyon (TAV) gestritten. Es stehen sich Gegner und Befürworter unversöhnlich gegenüber. Bisher begann zwar der Bau von Pilot- und Erkundungsstollen, doch dann siegten zunächst die Tunnelgegner im italienischen Susatal, die das Vorhaben mit allen Mitteln zu verhindern suchen. Überraschend aber verständigten sich die Regierungen der beiden Länder im Februar 2015 auf die Fortsetzung des Bauvorhabens. Einschätzungen zufolge ist die vollständige Errichtung der 270 km langen Verbindung nicht vor 2030 zu erwarten.

## Projekt
Das Verkehrsprojekt besteht aus zwei Zwillingsröhren, beide 57,5 km lang und 6 m breit, die eine maximale Tiefe von 2000 m unter der Erde erreichen, mit zahlreichen weiteren kleineren Tunneln – alle länger als 10 km. Die Einzeltunnel tragen die Namen Mont-Cenis-Basistunnel (westlich gelegen, 57,5 km lang) und Bussoleno-Basistunnel (östlich, 12 km lang) und sollen nahe bei der italienischen Gemeinde Susa durch das Venaus-Viadukt verbunden werden.

## Streckeneinbindung und Geschichte
Das Projekt, das den Eisenbahn-Transitverkehr in Ost-West-Richtung zwischen Frankreich und Italien beschleunigen soll, gehört zu der TEN-Eisenbahnachse Nr. 6 zwischen Lyon und Budapest und wird somit von der EU unterstützt. Die EU hat bis 2020 insgesamt 813 Mio. Euro für das Hochgeschwindigkeitsprojekt bereitgestellt und angekündigt, etwa 300 Mio. Euro auf andere Projekte zu übertragen, falls sich das Projekt weiter verzögert.
Die Transalpine Eisenbahnverbindung Lyon–Turin soll aus drei Abschnitten bestehen:
- einem französischen Teil zwischen der Metropolregion Lyon und Saint-Jean-de-Maurienne,
- einem italienischen Teil zwischen Bruzolo (bei Bussoleno) und dem Ballungsraum Turin,
- einem gemeinsamen franko-italienischen Teil, bestehend aus zwei Tunneln, die durch ein Viadukt verbunden sind.

Der französische Teil fällt in die Zuständigkeit der französischen Eisenbahn-Infrastrukturbetreibergesellschaft SNCF Réseau, den italienischen Teil verantwortet die italienische Netzgesellschaft Rete Ferroviaria Italiana (RFI). Für den internationalen Abschnitt ist das 2001 gegründete Unternehmen Lyon-Turin Ferroviaire (LTF) zuständig, das nach französischem Recht als vereinfachte Aktiengesellschaft (SAS) firmiert. An ihm sind die Netzgesellschaften Frankreichs und Italiens zu gleichen Teilen beteiligt.
Die Gesellschaft Alpetunnel GEIE wurde 1994 mit Vorstudien für den Basistunnel beauftragt. Frankreich und Italien verpflichteten sich am 29. Januar 2001 vertraglich, den Basistunnel zu bauen; die Gesellschaft wurde zum Jahresende 2001 aufgelöst.
Der Auftrag für den Rohbau und die Ausrüstung des grenzüberschreitenden Abschnitts wurde im Juni 2023 ausgeschrieben. Einschließlich Instandhaltungsleistungen hat der Auftrag ein geschätztes Volumen von 2,93 Milliarden Euro. Die Inbetriebnahme ist für Ende 2032 geplant.

## Finanzierung
Mitte 2004 äußerten sich die Regierungen Italiens und Frankreichs im Rahmen eines Ministertreffens erstmals über die Finanzierung des Projekts. Demnach sollten die damals geschätzten Kosten von 12,5 Mrd. Euro größtenteils (je 5 Mrd. Euro) von beiden Ländern getragen werden; die EU sollte sich mit 2,6 Mrd. Euro beteiligen. Die Vertreter beider Seiten unterzeichneten eine Absichtserklärung. Mit der Eröffnung des 57 km langen Tunnels wurde frühestens 2020 gerechnet. Mit dem Stand 2012 finanziert Europa bis zu 40 %, Italien bis 35 % und Frankreich bis 25 %.
Anfang 2005 wurde der Auftrag für den Bau eines Erkundungsstollens ab der italienischen Ortschaft Venaus (bei Susa) vergeben. Die Kosten von 80 Mio. Euro sollten Frankreich, Italien und die Europäische Union tragen und die Erkundung sollte 2007 abgeschlossen werden. Drei weitere Erkundungsstollen waren damals auch auf französischer Seite geplant. Seither sind in Frankreich drei Zugangstunnel mit einer Gesamtlänge von 9 km fertiggestellt worden.
In Italien wurde im Februar 2017 die Maddalena-Vermessungsgalerie in Chiomonte (Susatal) fertiggestellt.
Das Streckenprojekt war am 24. Februar 2015 Thema eines Spitzengesprächs zwischen Frankreichs Staatspräsident François Hollande und Italiens Premierminister Matteo Renzi. Dabei einigten sich beide Seiten darauf, die Bauarbeiten fortzuführen und gemeinsam einen Antrag auf 3 Mrd. Euro EU-Förderung zu stellen. Die weitere Finanzierung des auf 8,5 Mrd. Euro (Preisstand 2010) geschätzten Projekts sollen Italien (2,9 Mrd. Euro) und Frankreich (2,2 Mrd. Euro) übernehmen. Die ab 2016 geplanten Hauptbauarbeiten sollen von Tunnel Euralpin Lyon-Turin, einem am 23. Februar 2015 gegründeten Unternehmen übernommen werden, das zu gleichen Teilen im Besitz des Französischen Staates und der Italienischen Staatsbahn (FS) ist. Das Unternehmen übernahm damit die Arbeit des 2001 gegründeten Unternehmens Turin Ferroviaire.

## Kritik
Bereits in den 1990er Jahren entstanden auf französischer und italienischer Seite Initiativen von regionalen Politikern und Unternehmen, die sich für die Projektziele engagierten und für die politische Unterstützung sorgten. Gegner des Projektes im italienischen Susatal, aber auch viele Umweltverbände wie z. B. Legambiente, die nicht nur dessen Nutzen in Zweifel ziehen, sondern auch immer wieder darauf hinweisen, dass die Tunnelarbeiten durch asbest- und uranhaltiges Gestein geführt werden sollen, gehen seit 2005 mit großen Demonstrationen an die Öffentlichkeit.
NoTav sieht in dem Projekt außerdem in erster Linie ein Investitionsobjekt und nicht, dass es den vorgeblichen Nutzen eines Infrastrukturprojekts erfülle.

„Wir glauben, dass es hier um finanzielle Interessen geht. Die Banken sind daran interessiert, Kredite an die Staaten zu vergeben, die sich verschulden, um große Projekte durchzuführen. Der Anreiz für Projekte dieser Größenordnung liegt in der Möglichkeit, ungeheur viel öffentliches Geld, also das der Bürger, in wenigen Händen zu konzentrieren. Solche Projekte dienen nur der Finanzspekulation.“